# Dialypetalantheae
Dialypetalantheae Reveal, 2012 è una tribù di piante della famiglia delle Rubiacee (sottofamiglia Cinchonoideae).

## Descrizione
La tribù comprende specie a fusto legnoso, di dimensioni variabili da piccoli arbusti a grandi alberi.

## Distribuzione e habitat
La maggior parte dei generi è endemica dell'ecozona neotropicale, ma l'areale della tribù si estende nell'Asia temperata e tropicale (Emmenopterys, Mussaendopsis), in Nord America (Pinckneya) e nelle isole del Pacifico (Dolicholobium, Mastixiodendron).

## Tassonomia
Questa tribù è stata a lungo riconosciuta con il nome Condamineeae, ma recenti modifiche al Codice internazionale per la nomenclatura delle piante hanno fatto si che, a seguito della inclusione nella tribù dell'enigmatico genere Dialypetalanthus, la denominazione Dialypetalantheae abbia ottenuto la priorità, in quanto in base all'articolo 19.5 del Codice, approvato nel Congresso di Melbourne del 2011, lo status di nomen conservandum di una famiglia è esteso ai taxa infrafamiliari che includano la specie tipo della famiglia.
La tribù comprende 34 generi con circa 150 specie:
- Alseis Schott
- Bathysa C.Presl
- Bothriospora Hook.f.
- Calycophyllum DC.
- Capirona Spruce
- Chimarrhis Jacq.
- Condaminea DC.
- Dialypetalanthus Kuhlm.
- Dioicodendron Steyerm.
- Dolichodelphys K.Schum. & K.Krause
- Dolicholobium A.Gray
- Didymochlamys Hook.f.[6]
- Elaeagia Wedd.
- Emmenopterys Oliv.
- Ferdinandusa Pohl
- Flexanthera Rusby
- Hippotis Ruiz & Pav.
- Lintersemina Humberto Mend., Celis & M.A.González[7]
- Macbrideina Standl.
- Macrocnemum P.Browne
- Mastixiodendron Melch.
- Mussaendopsis Baill.
- Parachimarrhis Ducke
- Pentagonia Benth.
- Picardaea Urb.
- Pogonopus Klotzsch
- Pinckneya Michx.
- Rustia Klotzsch
- Schizocalyx Wedd.
- Simira Aubl.
- Sommera Schltdl.
- Tammsia H.Karst.
- Warszewiczia Klotzsch
- Wittmackanthus Kuntze